# Kelainos
Kelainos of Celaenus (Oudgrieks: Κελαινός) was in de Griekse mythologie een zoon van de god Poseidon en de Danaïde Kelaino, die de stad Kelainai in centraal Phrygië gesticht zou hebben (Strabo, Geographika XII 8.18.).